# مقاطعة تاخوف
مقاطعة تاخوف (بالتشيكية: Okres Tachov)‏ هي مقاطعة (أوكريس) في إقليم بلزن في جمهورية التشيك.
عاصمة هذه المقاطعة هي مدينة تاخوف.

## اقرأ أيضاً
- مقاطعات جمهورية التشيك